# Dragan Tomić (IT inženjer)
Dragan Tomić je bivši generalni direktor Majkrosoftovog razvojnog centra u Srbiji (енгл. Microsoft Development Centar Serbia – MDCS), VP of engineering at Microsoft kao jedan od osnivača Beogradskog instituta za tehnologiju.
Posle više uspešnih decenija u Microsoftu, Dragan Tomić maja 2023. napustio kompaniju da bi se posvetio promeni karijere.
Suprug i otac je troje dece.

## Obrazovanje i školska takmičenja
Po obrazovanju diplomirani inženjer elektrotehnike, Dragan je školovanje započeo u Beogradu, da bi 1992. godine, posle treće godine srednje škole, putem razmene učenika i studenata nastavio četvrtu godinu u Sjedinjenim Američkim Državama. Studirao je na Univerzitetu u Vašingtonu, gde je diplomirao, u periodu od 1993. do 1998. godine.
Za vreme školovanja učestvovao je na raznim takmičenjima u srednjoj školi, a pogotovo na fakultetu. Bio je više puta u finalu ACM-a, što je neka vrsta svetskog prvenstva u programiranju. Na Univerzitetskoj međuškolskoj ligi (UIL), bio je 1993. godine pobednik takmičenja u programiranju srednjih škola Teksasa. Na regionalnim ACM takmičenjima u periodu od 1993. do 1995. godine osvajao je od 4. do 2. mesta. Godina 1995. i 1996. učestvovao je u finalu ACM međunarodnog takmičenja u programiranju. Kao trener programskog tima Teksas Tech Univerziteta osvojeno je prvo mesto u regionu i prvih 15 mesta u finalu međunarodnog ACM takmičenja.
Pored Univerziteta u Teksasu, Dragan je sticao formalno obrazovanje, na Univerzitetu u Vašingtonu, preduzetništvo i finansije na MBA, od oktobra 2002. do juna 2005. godine.

## Profesionalna karijera
Njegova profesionalna karijera je započela 1998. godine, posle dve godine prakse u Majkrosoftu u Redmondu, kao full time zaposleni. Posle godišnjeg odmora 2006. godine i upoznavanja sa radom Majkrosoftovog razvojnog centra u Srbiji, Dragan se timu priključio 2007. godine. Tada je osnovan SQL tim sa nekoliko ljudi, koji je danas Azure Data tim, kao najveći tim u MDCS-u, a ujedno i najbitniji Azure Data tim u Evropi u okviru kompanije.

## Zanimljivosti
Dragan je strastveni zaljubljenik u sport i u skladu sa tim neguje sportski duh. Najviše uživa u trčanju, ali uopšte i boravku u prirodi u vidu kampovanja, dok je zimski period godine rezevisan za skijanje.

## Spoljašnje veze
- „Dragan Tomić, direktor MDCS: Vratio sam se jer moja borba nije u Americi, već ovde”. Startit. Приступљено 2. 8. 2022.
- „Intervju: Dragan Tomić, direktor Razvojnog centra Majkrosofta u Srbiji Kakve ljude Majkrosoft traži u Srbiji”. RTS. Приступљено 2. 8. 2022.
- „Sinergija 2015, intervju - Dragan Tomić, direktor Microsoft razvojnog centra u Srbiji”. Benchmark. Приступљено 2. 8. 2022.[мртва веза]